# Eerste divisie 1973/74
Het seizoen 1973/74 van de Nederlandse Eerste divisie had Excelsior als kampioen. De club uit Rotterdam promoveerde daarmee naar de Eredivisie. Via de nacompetitie pakte Wageningen de tweede plek in de Eredivisie.

## Eerste divisie

### Deelnemende teams
| Club             | Plaats           | Accommodatie           | Capaciteit | Trainer                      |
| ---------------- | ---------------- | ---------------------- | ---------- | ---------------------------- |
| De Volewijckers  | Amsterdam        | Buiksloterbanne        | 12.500     | Ger Blok                     |
| Eindhoven        | Eindhoven        | Aalsterweg             | 27.000     | Rinus Gosens                 |
| Excelsior        | Rotterdam        | Woudestein             | 11.000     | Ben Peeters                  |
| FC Den Bosch '67 | 's-Hertogenbosch | De Vliert              | 25.000     | Jan Remmers                  |
| FC Dordrecht     | Dordrecht        | Krommedijk             | 12.000     | Hans Alleman                 |
| FC VVV           | Venlo            | De Koel                | 20.000     | Rob Baan                     |
| Fortuna          | Vlaardingen      | Floreslaan             | 12.000     | Jan van Baaren               |
| FSC              | Sittard          | De Baandert            | 20.000     | Cor Brom                     |
| Heerenveen       | Heerenveen       | Gemeentelijk Sportpark | 15.000     | Lászlo Zalai                 |
| Helmond Sport    | Helmond          | De Braak               | 12.000     | René van Eck Co Prins (a.i.) |
| Heracles         | Almelo           | Bornsestraat           | 20.000     | Ron Dellow                   |
| PEC Zwolle       | Zwolle           | Oosterenkstadion       | 15.000     | Georg Keßler                 |
| SC Amersfoort    | Amersfoort       | Birkhoven              | 10.000     | Nico van Miltenburg          |
| SC Cambuur       | Leeuwarden       | Cambuurstadion         | 16.000     | Leo Beenhakker               |
| SVV              | Schiedam         | Harga                  | 10.000     | Bob Maaskant                 |
| Veendam          | Veendam          | De Langeleegte         | 13.000     | Cor van der Gijp Jan de Jong |
| Vitesse          | Arnhem           | Nieuw-Monnikenhuize    | 18.000     | Frans de Munck               |
| Volendam         | Volendam         | Julianastraat          | 15.000     | Bruin Steur                  |
| Wageningen       | Wageningen       | De Wageningse Berg     | 16.000     | Fritz Korbach                |
| Willem II        | Tilburg          | Gemeentelijk Sportpark | 20.000     | Jan Brouwer                  |

### Eindstand
| pos | club             | gs | w  | g  | v  | pnt | dv | dt | ds  |
| --- | ---------------- | -- | -- | -- | -- | --- | -- | -- | --- |
| 1.  | Excelsior        | 38 | 21 | 10 | 7  | 52  | 68 | 35 | 33  |
| 2.  | Vitesse          | 38 | 20 | 8  | 10 | 48  | 68 | 44 | 24  |
| 3.  | Heerenveen       | 38 | 18 | 11 | 9  | 47  | 53 | 30 | 23  |
| 4.  | Wageningen       | 38 | 18 | 10 | 10 | 46  | 48 | 36 | 12  |
| 5.  | Fortuna SC       | 38 | 16 | 12 | 10 | 44  | 47 | 33 | 14  |
| 6.  | Helmond Sport    | 38 | 17 | 9  | 12 | 43  | 53 | 44 | 9   |
| 7.  | PEC Zwolle       | 38 | 14 | 12 | 12 | 40  | 55 | 46 | 9   |
| 8.  | Volendam         | 38 | 16 | 7  | 15 | 39  | 55 | 44 | 11  |
| 9.  | SVV              | 38 | 14 | 11 | 13 | 39  | 41 | 55 | -14 |
| 10. | Heracles         | 38 | 12 | 14 | 12 | 38  | 47 | 39 | 8   |
| 11. | SC Cambuur       | 38 | 13 | 12 | 13 | 38  | 47 | 43 | 4   |
| 12. | Eindhoven        | 38 | 12 | 12 | 14 | 36  | 42 | 47 | -5  |
| 13. | Fortuna          | 38 | 10 | 15 | 13 | 35  | 38 | 44 | -6  |
| 14. | SC Amersfoort    | 38 | 12 | 11 | 15 | 35  | 38 | 47 | -9  |
| 15. | FC Dordrecht     | 38 | 12 | 11 | 15 | 35  | 45 | 66 | -21 |
| 16. | FC VVV           | 38 | 8  | 17 | 13 | 33  | 46 | 53 | -7  |
| 17. | FC Den Bosch '67 | 38 | 10 | 10 | 18 | 30  | 46 | 52 | -6  |
| 18. | Willem II        | 38 | 8  | 13 | 17 | 29  | 41 | 65 | -24 |
| 19. | Veendam          | 38 | 9  | 9  | 20 | 27  | 44 | 74 | -30 |
| 20. | De Volewijckers  | 38 | 8  | 10 | 20 | 26  | 41 | 66 | -25 |

#### Legenda
| Kleur | Kwalificatie voor                             |
| ----- | --------------------------------------------- |
|       | Promotie naar de Eredivisie                   |
|       | Nacompetitie voor promotie naar de Eredivisie |

### Uitslagen
|                     | AME   | DBO   | CAM   | DOR   | EVV   | EXC   | FVL   | FOR   | HEE   | HSP   | HER   | PEC   | SVV   | VEE   | VIT   | VOL   | VWK   | VVV   | WAG   | WIL   |
| ------------------- | ----- | ----- | ----- | ----- | ----- | ----- | ----- | ----- | ----- | ----- | ----- | ----- | ----- | ----- | ----- | ----- | ----- | ----- | ----- | ----- |
| SC Amersfoort       |       | 2 – 0 | 0 – 0 | 2 – 1 | 0 – 1 | 0 – 3 | 2 – 2 | 0 – 1 | 1 – 2 | 0 – 0 | 0 – 0 | 1 – 0 | 2 – 0 | 2 – 1 | 0 – 5 | 0 – 1 | 2 – 3 | 2 – 0 | 0 – 0 | 2 – 2 |
| FC Den Bosch '67    | 0 – 1 |       | 2 – 4 | 6 – 2 | 3 – 0 | 1 – 5 | 1 – 1 | 1 – 2 | 0 – 0 | 5 – 1 | 0 – 2 | 0 – 1 | 4 – 0 | 1 – 0 | 1 – 0 | 0 – 1 | 2 – 1 | 1 – 1 | 3 – 2 | 2 – 0 |
| SC Cambuur          | 0 – 1 | 0 – 0 |       | 4 – 0 | 0 – 0 | 1 – 0 | 1 – 0 | 1 – 0 | 0 – 1 | 3 – 0 | 1 – 3 | 1 – 2 | 2 – 2 | 3 – 1 | 1 – 2 | 1 – 1 | 2 – 0 | 3 – 0 | 1 – 1 | 0 – 1 |
| FC Dordrecht        | 4 – 1 | 3 – 2 | 1 – 0 |       | 1 – 2 | 3 – 1 | 1 – 1 | 1 – 2 | 1 – 1 | 1 – 0 | 0 – 2 | 2 – 0 | 1 – 0 | 1 – 1 | 2 – 0 | 2 – 1 | 2 – 1 | 3 – 3 | 1 – 1 | 2 – 2 |
| Eindhoven           | 1 – 0 | 2 – 0 | 1 – 1 | 1 – 2 |       | 1 – 1 | 2 – 0 | 1 – 2 | 2 – 2 | 1 – 1 | 1 – 0 | 1 – 1 | 2 – 1 | 3 – 1 | 1 – 1 | 0 – 1 | 1 – 1 | 1 – 1 | 2 – 0 | 3 – 1 |
| Excelsior           | 2 – 0 | 1 – 1 | 0 – 0 | 2 – 2 | 2 – 0 |       | 0 – 1 | 1 – 0 | 2 – 0 | 4 – 1 | 1 – 1 | 4 – 3 | 4 – 1 | 2 – 0 | 5 – 1 | 2 – 0 | 4 – 0 | 2 – 0 | 2 – 1 | 2 – 0 |
| Fortuna Vlaardingen | 0 – 4 | 1 – 1 | 2 – 0 | 0 – 0 | 1 – 0 | 0 – 1 |       | 1 – 2 | 2 – 1 | 1 – 2 | 2 – 1 | 3 – 1 | 0 – 0 | 4 – 0 | 1 – 1 | 1 – 1 | 1 – 2 | 1 – 1 | 0 – 0 | 0 – 0 |
| Fortuna SC          | 1 – 1 | 0 – 0 | 1 – 2 | 3 – 0 | 1 – 0 | 0 – 0 | 0 – 0 |       | 1 – 0 | 1 – 0 | 2 – 0 | 2 – 2 | 2 – 0 | 5 – 1 | 1 – 1 | 1 – 3 | 1 – 0 | 3 – 1 | 0 – 1 | 5 – 0 |
| Heerenveen          | 3 – 1 | 1 – 0 | 2 – 0 | 4 – 0 | 0 – 0 | 0 – 1 | 1 – 0 | 1 – 1 |       | 2 – 0 | 0 – 2 | 3 – 0 | 1 – 0 | 3 – 1 | 1 – 2 | 3 – 0 | 1 – 0 | 2 – 0 | 2 – 0 | 3 – 1 |
| Helmond Sport       | 3 – 0 | 1 – 0 | 2 – 1 | 4 – 0 | 4 – 1 | 1 – 1 | 2 – 0 | 1 – 0 | 0 – 0 |       | 1 – 0 | 0 – 0 | 4 – 0 | 3 – 2 | 3 – 0 | 2 – 1 | 2 – 2 | 2 – 1 | 1 – 2 | 1 – 0 |
| Heracles            | 1 – 0 | 2 – 0 | 1 – 1 | 1 – 1 | 0 – 0 | 1 – 2 | 2 – 0 | 1 – 1 | 1 – 1 | 4 – 1 |       | 1 – 1 | 2 – 2 | 5 – 0 | 1 – 1 | 3 – 1 | 1 – 0 | 0 – 1 | 1 – 1 | 0 – 0 |
| PEC Zwolle          | 0 – 0 | 1 – 0 | 2 – 3 | 0 – 0 | 2 – 3 | 2 – 0 | 0 – 0 | 1 – 1 | 4 – 1 | 2 – 2 | 0 – 0 |       | 0 – 1 | 3 – 1 | 1 – 3 | 1 – 0 | 0 – 1 | 3 – 3 | 4 – 1 | 1 – 0 |
| SVV                 | 1 – 1 | 1 – 0 | 1 – 1 | 3 – 0 | 2 – 1 | 2 – 1 | 4 – 1 | 1 – 0 | 1 – 1 | 0 – 4 | 2 – 0 | 1 – 1 |       | 2 – 0 | 1 – 0 | 2 – 1 | 2 – 0 | 0 – 0 | 1 – 0 | 3 – 2 |
| Veendam             | 2 – 1 | 0 – 0 | 0 – 2 | 2 – 0 | 2 – 4 | 4 – 5 | 2 – 2 | 1 – 0 | 1 – 1 | 3 – 0 | 1 – 0 | 1 – 3 | 3 – 0 |       | 0 – 4 | 1 – 1 | 1 – 3 | 2 – 2 | 0 – 0 | 2 – 0 |
| Vitesse             | 0 – 1 | 3 – 0 | 1 – 1 | 2 – 1 | 0 – 0 | 1 – 0 | 3 – 1 | 1 – 3 | 1 – 1 | 0 – 0 | 4 – 2 | 2 – 1 | 5 – 1 | 2 – 0 |       | 2 – 1 | 3 – 1 | 4 – 3 | 5 – 0 | 2 – 1 |
| Volendam            | 1 – 1 | 3 – 1 | 1 – 2 | 4 – 2 | 2 – 0 | 1 – 2 | 1 – 2 | 5 – 1 | 0 – 0 | 1 – 0 | 1 – 0 | 0 – 3 | 4 – 0 | 0 – 1 | 1 – 2 |       | 6 – 1 | 1 – 1 | 2 – 0 | 3 – 1 |
| De Volewijckers     | 1 – 2 | 3 – 3 | 1 – 1 | 0 – 0 | 2 – 0 | 1 – 1 | 1 – 3 | 1 – 1 | 1 – 2 | 0 – 3 | 2 – 1 | 1 – 2 | 1 – 1 | 2 – 0 | 2 – 4 | 1 – 2 |       | 0 – 2 | 1 – 3 | 1 – 1 |
| FC VVV              | 2 – 2 | 2 – 2 | 1 – 0 | 1 – 2 | 2 – 1 | 1 – 1 | 0 – 1 | 0 – 0 | 2 – 1 | 1 – 1 | 5 – 1 | 0 – 2 | 2 – 0 | 3 – 3 | 1 – 0 | 0 – 0 | 1 – 1 |       | 0 – 1 | 1 – 1 |
| Wageningen          | 2 – 0 | 2 – 1 | 5 – 0 | 4 – 0 | 2 – 0 | 2 – 0 | 1 – 1 | 2 – 0 | 1 – 0 | 2 – 0 | 1 – 3 | 1 – 0 | 1 – 1 | 1 – 2 | 2 – 0 | 1 – 0 | 1 – 0 | 1 – 0 |       | 0 – 0 |
| Willem II           | 1 – 3 | 0 – 2 | 4 – 3 | 2 – 0 | 4 – 2 | 1 – 1 | 2 – 1 | 0 – 0 | 0 – 5 | 2 – 0 | 1 – 1 | 2 – 5 | 1 – 1 | 1 – 1 | 1 – 0 | 1 – 2 | 1 – 2 | 2 – 1 | 2 – 2 |       |

## Topscorers
| #   | Naam                | Club          | Goal |
| --- | ------------------- | ------------- | ---- |
| 1.  | Herman Veenendaal   | Vitesse       | 23   |
| 2.  | Herman Heskamp      | PEC Zwolle    | 20   |
| 3.  | Hans Bassant        | Excelsior     | 17   |
|     | Lambert Kreekels    | Helmond Sport | 17   |
| 5.  | Sjaak Roggeveen     | Excelsior     | 16   |
|     | Jan Hoogendoorn     | PEC Zwolle    | 16   |
| 7.  | Jan Groeneweg       | SVV           | 15   |
|     | Gerdo Hazelhekke    | Wageningen    | 15   |
|     | Dick Nanninga       | Veendam       | 15   |
| 10. | Frans van der Heide | Excelsior     | 14   |
|     | Lorenz Hilkes       | FC VVV        | 14   |

## Nacompetitie

### Eindstand
| pos | club          | gs | w | g | v | pnt | dv | dt | ds |
| --- | ------------- | -- | - | - | - | --- | -- | -- | -- |
| 1.  | Wageningen    | 6  | 2 | 4 | 0 | 8   | 12 | 6  | 6  |
| 2.  | Fortuna SC    | 6  | 3 | 2 | 1 | 8   | 8  | 4  | 4  |
| 3.  | Vitesse       | 6  | 0 | 4 | 2 | 4   | 4  | 8  | -4 |
| 4.  | SC Amersfoort | 6  | 1 | 2 | 3 | 4   | 4  | 10 | -6 |

### Legenda
| Kleur | Kwalificatie voor           |
| ----- | --------------------------- |
|       | Promotie naar de Eredivisie |

### Uitslagen
|               | AME   | FOR   | VIT   | WAG   |
| ------------- | ----- | ----- | ----- | ----- |
| SC Amersfoort |       | 1 – 2 | 0 – 0 | 1 – 6 |
| Fortuna SC    | 0 – 1 |       | 2 – 0 | 0 – 0 |
| Vitesse       | 0 – 0 | 1 – 3 |       | 2 – 2 |
| Wageningen    | 2 – 1 | 1 – 1 | 1 – 1 |       |

SC Amersfoort ·
FC Den Bosch '67 ·
SC Cambuur ·
FC Dordrecht ·
Eindhoven ·
Excelsior ·
Fortuna SC ·
Fortuna ·
Heerenveen ·
Helmond Sport ·
Heracles ·
PEC Zwolle ·
SVV ·
Veendam ·
Vitesse ·
Volendam ·
De Volewijckers ·
FC VVV ·
Wageningen ·
Willem II
Eerste klasse

1955/56

Eerste divisie

1956/57 · 1957/58 · 1958/59 · 1959/60 · 1960/61 · 1961/62 · 1962/63 · 1963/64 · 1964/65 · 1965/66 · 1966/67 · 1967/68 · 1968/69 · 1969/70 · 1970/71 · 1971/72 · 1972/73 · 1973/74 · 1974/75 · 1975/76 · 1976/77 · 1977/78 · 1978/79 · 1979/80 · 1980/81 · 1981/82 · 1982/83 · 1983/84 · 1984/85 · 1985/86 · 1986/87 · 1987/88 · 1988/89 · 1989/90 · 1990/91 · 1991/92 · 1992/93 · 1993/94 · 1994/95 · 1995/96 · 1996/97 · 1997/98 · 1998/99 · 1999/00 · 2000/01 · 2001/02 · 2002/03 · 2003/04 · 2004/05 · 2005/06 · 2006/07 · 2007/08 · 2008/09 · 2009/10 · 2010/11 · 2011/12 · 2012/13 · 2013/14 · 2014/15 · 2015/16 · 2016/17 · 2017/18 · 2018/19 · 2019/20 · 2020/21 · 2021/22 · 2022/23 · 2023/24 · 2024/25

Eredivisie · Eerste divisie · Johan Cruijff Schaal · KNVB Beker · Play-offs